# Fireman Save My Child (film 1918)
Fireman Save My Child è una comica muta del 1918 di Alfred J. Goulding con Harold Lloyd.

## Trama
Nella sede dei vigili del fuoco si teneva una festa, alla quale si invita Harold, che qui incontra la sua fidanzata che balla con lui per poco tempo per poi essere subito sostituita dalla madre, la quale voleva che la figlia si sposasse invece con il capo dei vigili del fuoco. La fidanzata, quindi, indignata, torna a casa. Improvvisamente i vigili del fuoco vengono informati di un incendio e, giacché l'autista della vettura dei vigili del fuoco si rifiuta di partire, Harold lo sostituisce. Giungono quindi alla casa avvolta dalle fiamme, nella quale si trova la fidanzata di Harold, mentre i genitori, fuori dalla casa, chiedono ai vigili del fuoco di salvarla. Harold esaudisce il loro desiderio, facendosi promettere dai genitori la sua mano.